# Станишевский, Андрей Владимирович
Андрей Владимирович Станишевский (1904, Владикавказ, Владикавказский округ, Терская область Российской империи — 1993, Ташкент, Республика Узбекистан) — советский, узбекский, таджикский исследователь, учёный-востоковед, этнограф, географ, военный топограф, историк, переводчик, специалист по Памиру и Афганистану, начальник Особой партии таджикско-памирской экспедиции АН СССР; общественный деятель, писатель, член Союза писателей Узбекистана; начальник отделения ОГПУ (до 1933), c 1942 офицер Советской армии, контрразведчик, занимался противодействием иностранным разведкам в Афганистане, Иране, Тибете; зам. председателя комиссии по демаркации советско-афганской границы; заведующий общественной приёмной корреспондентского пункта «Правды» в Ташкенте. Многие востоковеды Узбекистана были его учениками: 

«Станишевский является для нас, ташкентских востоковедов, „духовным отцом“. Его питомцы — Узбек Рустамов, Азат Шамансурова, Тамара Абаева по праву считают себя его учениками. Много от А. Станишевского получил и видный востоковед Н. А. Халфин».— 

## Биография

### Детство и юность
Родители: дежурный штаб-офицер управления 23-й Владикавказской местной бригады полковник Владимир Иванович Станишевский (1848—1919) и Раиса Михайловна, урождённая Волховская (1874—1968), дочь надворного советника. В 1908 г. ветеран Русско-турецкой войны (1877—1878) В. И. Станишевский был назначен на должность Екатеринодарского уездного воинского начальника. В феврале 1911 года произведён в генерал-майоры с увольнением, по предельному возрастному цензу. Чтобы дать четверым детям образование, семья выбрала для жительства университетский Киев и поселилась в доме № 5 по ул. Дикой (ныне Студенческая).
Владимир Иванович, по роду службы имевший дело с молодёжью, изложил свои педагогические взгляды в брошюре «О воспитании детей». Это тезисы проекта объединения нравственного и физического воспитания в сочетании с реформой образования, от дошкольного до университетского: «Наука требует, чтобы дети с самых ранних лет мыслили, рассуждали и давали бы правильную оценку всем явлениям жизни».
Свои идеи полковник Станишевский проводил в собственной семье. Андрей Владимирович вспоминал: «Сперва меня научили понимать природу и жить с ней в ладах. Четырёх лет от роду я умел выбрать в горах правильную тропу. По отпечатку подковы на тропе я правильно угадывал, кто был всадник: мужчина или женщина… Я мог вскарабкаться на коня и мы с конём друг другу доверяли… Русскую грамоту я самостоятельно осилил четырёх лет от роду. В пять я одинаково читал по-русски и по-французски. Шести лет меня обучили читать по-арабски… В 12 лет меня научили работать. Я знаю слесарное, оружейное и штамповальное дело, в ладах с электротехникой. Могу сапожничать. Был садовником в одном из лучших в стране садоводств».
Восьмилетний Андрей Станишевский поступил в реальное училище. Любимыми учебными предметами были история и география. С детства проявились способности к иностранным языкам. Из-за войны и разорения семьи окончить училище не смог, отучился три года. Был вынужден поступить рабочим сначала на штамповальную фабрику, затем в садоводство Карла Мейера, где кормили за счёт работодателя и выдавали жалованье хлебом. С 1918 года посещал как вольнослушатель лекции академика А. Е. Крымского в Ближневосточном институте, преобразованном в 1920 в Институт внешних сношений.

### Первая экспедиция в Среднюю Азию (1922—1923)
С 1920 г. проходил службу в Красной армии сапёром в Военно-дорожном отряде. Участвовал в Советско-польской войне, был контужен и ранен: 

«18 мая 1922 г. Центральный Комитет РКП(б) принял по докладу И. В. Сталина постановление о положении дел в Туркестане и Бухаре, где басмачество ещё представляло собой заметную силу. Вскоре по решению Реввоенсовета Киевского военного округа группа командиров разных специальностей была направлена в Туркестан (в ЭКОСО). В этой группе были Ардабьев и Станишевский. Ардабьев командовал Военно-дорожным отрядом на Украине», и в этом отряде начал военную службу шестнадцатилетний юноша Андрей Станишевский (с 1920)".— 
ЭКОСО было новой общественной формой управления социально-экономической сферой. На правах комиссий ЭКОСО действовали в органах исполнительной власти всех уровней, в данном случае при Экономическом совете Туркестанской Советской республики. В 1922 г. председатель Среднеазиатского ЭКОСО Н. А. Паскуцкий поручил А. Ардабьеву и А. В. Станишевскому собрать информацию об экономическом положении охваченных басмачеством Алайской долины и Восточного Памира. Зная, что Станишевский сочетает службу с учёбой в Институте внешних сношений, рекомендовал обратить внимание «на выходцев с Западного Памира, живших в колонии бадахшанцев в городе Оше. Памирцы оказались на юге Киргизии, в местах, напоминавших им по своей природе родину: кто в Оше, кто в Учкургане, а кто и в Исфаре с 1880‑х годов после оккупации Памира афганцами». Во время экспедиции Станишевский информациию о британском консуле в Кашгаре Перси Эсертон, что он в 1918—1919 гг. часто наведывался на Восточный Памир, устанавливал связи с родовыми старейшинами и курбаши, снабжал их оружием, а также платил золотом своим агентам за поджоги хлопкоочистительных заводов и запасов собранного хлопка. Таким образом текстильные предприятия Советской России оставались без сырья и усугублялся дефицит мануфактуры.
Исследуя Алайскую долину, А. В. Станишевский встретился со внуками последней независимой правительницы южных киргизов Курманджан додхо: Кадыр-бек, кавалер ордена Красного знамени за участие в борьбе с басмачами, был награждён боевым оружием; Джемшид-бек, знаток киргизского фольклора, познакомил Станишевского с прозаической версией эпоса «Манас». Она сложена чабанами, которые своими словами пересказывали былины как сказки, сюжеты и герои которых были связаны друг с другом согласно общему сюжету эпоса. Станишевский записал и ввёл в научный оборот эту народную версию «Манаса».
Эпос произвёл на молодого исследователя сильное впечатление. Он заметил, что слово «манас» в значении «сказка-сериал» заимствовано языком буришков, не родственных киргизам и живущих довольно далеко, в Кашмире. На всю научную жизнь Станишевского захватила идея изучать языки, диалекты, предания и топонимы, отслеживая для разных народов Памира этногенез, концепция которого тогда только что возникла.

### Киев (1923—1925)
Через год малярия вынудила Станишевского вернуться в Киев. Андрей Владимирович вспоминал: «… Несмотря на „восточную“ окраску всей моей жизни, в формировании сознания огромную роль сыграл промежуток жизни в Киеве после возвращения из Туркестана. Я тогда участвовал в создании первого и единственного Дома Коммунистического просвещения. Он находился в здании, специально построенном перед I Мировой войной для Педагогического музея… Само здание было уникальным — железобетонный монолит, созданный по проекту и под руководством крупного русского архитектора П. Ф. Алёшина. В 1923 году он был жив и помог восстановить здание в его первозданной красе. В книгохранилище великолепно оборудованной библиотеки были свезены книги из библиотеки знаменитой со времён позднего средневековья Киевской Духовной академии и духовной семинарии, пополнившие огромную библиотеку Педагогического музея… Мне довелось заведовать тогда Киевским Губернским лекторским бюро, и вся внешкольная работа в городе находилась под моим контролем: 

„В это же время Станишевский руководил Губернским лекторским бюро политического просвещения, находившимся в здании Дома коммунистического просвещения, первого в Советской России. Он стал одним из деятельных создателей Дома коммунистического просвещения на Большой Владимирской улице в бывшем здании Педагогического музея. На этой улице напротив находилась Академия наук Украины, где в то время пост секретаря занимал Агафангел Ефимович Крымский, первый наставник Станишевского в области востоковедения“.— 
…Ночи напролёт я проводил за книгами, а к тому времени уже полностью овладел методом скорого чтения. Читая каждую ночь с 12 до 6, многое ухитрялся конспектировать. Такие скоростные методы работы над книгой + знание языков позволяли мне, по возрасту — почти мальчишке — держаться на равных со старой профессурой и пользоваться полным признанием…
Для чтения лекций по моему приглашению приезжали Андрей Белый, крупнейший русский психиатр В. М. Бехтерев, установилась дружба и с создателем „Тектологии“ А. А. Богдановым. Выступал со своими тезисами об „утилитарном искусстве“ В. С. Татлин. Диспуты о книгах — Шпенглера „Закат Европы“ и Франческо Нитти „Европа над бездной“ продолжались по неделе подряд. Выступали философы, дипломаты, филологи, писатели и даже один архиепископ».
Читал лекции и доктор Борис Леонидович Смирнов, впоследствии выдающийся нейрохирург и переводчик индийского эпоса «Махабхарата». Станишевского заинтересовали его доклады о гипнозе и непосредственной передаче мысли. С 1922 г. Смирнов был магистром оккультного ордена «Гармахис», созданного членами распавшегося в 1920 г. ордена «Гисбар». Они должны были стать специалистами и заняться самовоспитанием, вырабатывая коммунальное знание — обмениваться профессиональной информацией в сочинениях, рефератах и докладах. Обсуждение политических тем исключалось. Заработки сдавали в общую кассу, жили коммуной в доме 64 на Кузнечной улице. По приглашению Смирнова Станишевский вступил в орден и переехал в коммуну. Но вскоре Станишевский женился и покинул орден. Он сохранил благодарность Смирнову, переняв у него систему упражнений Пранаямы, цель которых — установление полного контроля над дыханием. Развитие полупроизвольных дыхательных рефлексов позволяло поставить под контроль сердечные рефлексы. Станишевский научился произвольно останавливать и запускать работу лёгких и сердца, что не раз спасало ему жизнь.
Весь киевский период Станишевский обрабатывал свой полевой материал по исмаилизму, собранный «в Оше на встречах с переселенцами из Шугнана и афганского Бадахшана» и продолжал занятия с А. Е. Крымским. Опубликовал 17 научных работ, в том числе «Исмаилизм — религия Пригиндукушья», «Историческое прошлое Памира», «Памирский вопрос и англо-русское соперничество», «Методы колониальной политики англичан в Северо-Западной Индии».
Круг его интересов не оставлял выбора: по такой тематике вести серьёзные исследования на месте, в пограничной зоне, мог только государственный служащий. 14 июля 1925 г. Киевский губернский отдел ОГПУ зачислил Станишевского на оперативную работу, и по его просьбе направил в распоряжение Полномочного представительства ОГПУ в Средней Азии.

### Служба в ОГПУ, Памир (1925—1933)
До июня 1928 г. он как контрразведчик осуществлял поиск в Средней Азии возможной агентуры разведок Китая, Великобритании, Афганистана и Ирана.
Базировался в Ташкенте, оперативную работу совмещал с исследовательской деятельностью. Здесь Станишевский впервые вошёл в научное общество — «Общество по изучению Таджикистана и иранских народностей за его пределами», которое организовал из ведущих преподавателей временный ректор САГУ дипломат А. А. Знаменский, тогда уполномоченный НКИД СССР в Узбекистане и Средней Азии. «Всё своё свободное время проводил Андрей Владимирович в Государственном архиве, разыскивая в его богатейших, тогда ещё не упорядоченных фондах документы по Памиру. Именно тогда была найдена папка материалов Дипломатической части при Туркестанском генерал-губернаторстве.» По этим документам можно было проследить историю присоединения к Российской империи Туркестана и Памира вместе с данными памирских экспедиций (начиная с этнографических исследований Б. Л. Громбчевского) и донесениями о работе иностранных разведок в Средней Азии до революции. С тех пор изучение архивов стало сильной стороной научного метода Станишевского, отличавшей его от многих советских востоковедов. После двух лет теоретической подготовки можно было приступать к серьёзной полевой работе. Коллеги по научному обществу, известные востоковеды М. С. Андреев, А. А. Семёнов, Н. Л. Корженевский разработали для Станишевского обширную программу сбора исторических, этнографических и географических материалов о Памире.
В Горно-Бадахшанской области он с июля 1928 по сентябрь 1931 года был заместителем А. И. Степанова (начальника Особого отдела на Памире Полномочного Представительства ОГПУ по Средней Азии) по линии противодействия британской разведке. Всерьёз исследуя доктрину исмаилитов, Станишевский быстро нашёл общий язык с руководителями их общин — 8 ишанами, жившими на советской территории. Наибольшим влиянием пользовался Сеид Юсуф Али Шо, ишан из кишлака Поршнев, а его брат Шо-Заде-Мамад считался глубоким знатоком исмаилитской догматики и арабской каллиграфии. Большинство исмаилитских рукописей, собранных в своё время А. А. Бобринским, А. А. Семёновым, а позже А. В. Станишевским, были переписаны рукой Шо-Заде-Мамада — часть из которых попала в европейские книгохранилища. Идейными противниками исмаилитов были недавно прибывшие из Британской Индии при содействии британских политических офицеров представители общины Ахмадие. В 1929 г. Станишевский устроил на своей квартире в Хороге религиозный диспут между Хайдар-Шо Муборак Заде и Шо-Заде Мамадом и ахмадийским проповедником из Пешавара Акбар Али, закончившийся поражением и изгнанием пешаварца. Исмаилиты-шугнанцы оказались не только политическими союзниками, но и ценными источниками легенд и сведений о памирских языках, толкователями преданий и ритуалов. Изучение исмаилизма стало делом жизни Станишевского.
В 1929 г. Станишевский вступил в коммунистическую партию. Первое партийное поручение состояло в организации кружка по изучению востоковедения из пограничников и местных жителей. С их помощью была собрана коллекция 11 фирманов (указов) Ага-хана III, духовного главы всех исмаилитов, к его памирским последователям. 10 приобретённых Станишевским редких исмаилитских рукописей ныне хранятся в Институте восточных рукописей РАН в Санкт-Петербурге.
Анализируя на месте экономическое положение региона, он практически провёл перепись населения советского Бадахшана и Восточного Памира. Выяснил историю каждого кишлака, занёс в рабочий дневник род занятий главы каждой семьи, количество едоков в доме, наличие земли для посевов, пастбищ для выпаса скота. Фиксировал имена больных инфекционными, венерическими, психическими болезнями. Отмечал, что прокажённые не изолированы, а значительное количество взрослых потребляют опиум. Среди населявших край шугнанцев и киргизов наблюдалось сильное социальное расслоение: «В Верхней Шахдаре особенно велик антагонизм между байством и беднотой… 27 хозяйств не имеют ничего, а 23 хозяйства имеют 87 пудов засеваемой земли».
Богатые могли не заниматься земледелием, обладая крупными стадами скота. Безземельные трудовые мигранты за еду выпасали этот скот, а также пригоняемый на лето с территории Китая и Афганистана. На продаже откормленного скота наживались иностранцы, а местное население не участвовало в товарном обороте, ограничиваясь натуральным обменом. Станишевский предлагал властям немедленно помочь в строительстве арыков, чтобы увеличить площадь орошения, и начать разработку уже известных месторождений полезных ископаемых: «Верхняя Шах Дара сможет с избытком поглотить все рабочие руки и дать совершенно новое направление экономики, если эксплуатировать месторождение ляпис-лазури в Ладжвар Даре и если в масштабе внутреннего потребления развить добычу извести, которая имеет значительный спрос в Бадахшане».
К обсуждению вопроса арыков подключились учёные, предполагавшие, что орошаемое земледелие возникло именно в подобной Бадахшану местности, где легко отвести воду горных рек.
В 1928 г. на Памире побывала экспедиция академика Н. И. Вавилова, обнаружившая в Шугнане древнейшие виды культурных злаков. Незадолго до приезда экспедиции Станишевский собирал предания и материалы о возникновении и развитии орошаемого земледелия в горных районах, которые могли подкрепить гипотезу Вавилова о возникновении древних очагов земледелия на Западном Памире, в Бадахшане, Кафиристане, Кашмире и на южных склонах Гиндукуша, примыкающих к Памиру.
По просьбе Вавилова Станишевский помог в сборе коллекций семенного материала из районов Северо-Западной Индии. Памир тогда был открыт для доступа торговых караванов, привозивших товары из Индии, Афганистана и Восточного Туркестана. Купцы являлись для регистрации товаров к дипломатическому агенту, обязанности которого по совместительству выполнял Станишевский. Он раздавал им мешочки для образцов семян, просил помечать, откуда именно они взяты. В течение года для Вавилова была собрана коллекция семян культурных злаков из областей Южного Пригиндукушья.
С 1931 г. Станишевский стал координировать деятельность контрразведки на сопредельных территориях, возглавлял афганский и синьцзянский сектора ИНО ПП ОГПУ в Средней Азии Он и сам проводил рекогносцировку основных путей переброски людей и грузов через границу. Изучая проходимость ледника, он провалился в трещину вместе с конём и получил тяжёлую травму черепа, множественные переломы позвоночника и в ожидании помощи ещё и сильное обморожение. Через полгода после этого возникли приступы травматической эпилепсии, потребовалось серьёзное лечение.
В 1932, 1933 и 1934 гг. Станишевский проходил двухмесячные курсы лечения в Клинике душевных и нервных болезней (КДБ, клиника профессора Осипова) Военно-Медицинской Академии в Ленинграде. К тому времени научные публикации Станишевского и организованный им выпуск «Бюллетеня прессы Среднего Востока» привлекли внимание самых именитых специалистов. Его в 1932 году вместе навестили в КДБ директор Института востоковедения АН СССР С. Ф. Ольденбург и академик Н. Я. Марр. Фактически Ольденбург предложил Станишевскому в случае отставки по болезни сделать карьеру в науке.

### Особая партия Таджикско-Памирской экспедиции АН СССР (1933)
Весной 1933 года Станишевский был переведён в Москву, где по поручению В. Р. Менжинского занялся историей басмачества. Член Госплана СССР Н. П. Горбунов, начальник Таджикско-Памирской экспедиции академии наук, убедил Менжинского командировать Станишевского в свою экспедицию. Андрей Владимирович в составе экспедиции возглавил Особую партию, которой ставил задачи сам Ольденбург. Особая партия собирала этнографические материалы, исмаилитские рукописи, записывала предания из истории Горного Бадахшана, систематизировала архивные материалы.
«Сергей Фёдорович Ольденбург не допускал мысли, чтобы такие стройные идеологические системы, как буддизм и манихейство, исчезли, не оставив следа в религиозных воззрениях жителей Западного Памира. И действительно, А. В. Станишевским были собраны материалы, говорящие о том, что буддийские представления о переселении душ оказали несомненное влияние на верования памирских исмаилитов. Ещё более заметны следы манихейства в исмаилитской догматике. Удачными оказались и поиски исмаилитских рукописей. Были обнаружены новые неизвестные до тех пор списки, и все они вместе с ранее приобретёнными рукописями, в том числе и „Таърихи Бадахшон“, были после окончания работы переданы Ленинградскому отделению Института востоковедения АН СССР».
Результаты были собраны в книгу, которую Горбунов собирался издать в сборнике научных работ экспедиции. Но этот сборник пропал. Ольденбург умер в 1934 г. Горбунов был в 1938 г. репрессирован по «делу альпинистов», первыми покоривших Пик Сталина (Пик Коммунизма). Тогда же начались массовые репрессии советских исмаилитов, оказавшихся на грани депортации. Предмет научного интереса Станишевского оказался под запретом. Полевые дневники он переработал в свои первые художественные книги.

### Союз Писателей СССР, книги под псевдонимом Азиз Ниалло (1934—1939)
Станишевский демобилизовался из ОГПУ в январе 1934 года, вышел на пенсию как инвалид I группы и переехал в Москву. Начиная с 1933 г., под псевдонимом Азиз Ниалло (в переводе «дорогой не-бог») он опубликовал ряд рассказов и повестей о Памире и Гиндукуше с интереснейшими этнографическими данными (1933—1941). В «Среднеазиатском объединении государственных издательств. Москва — Ташкент» изданы книги Станишевского «По горным тропам», роман-хроника «Так говорят Памирские горы», «Страна затерянных гор. Повесть о Северо-Западной Индии», «Разбуженный Восток» и другие, также в журнале «Советская литература народов Средней Азии» вышел ряд работ, посвящённых Памиру. В организованном летом 1934 года Союзе советских писателей СССР Азиз Ниалло руководил национальным сектором, работая помощником ответ. секретаря Союза: «В 1933 году в разгар подготовки к созданию Союза советских писателей <…> постановлением Политбюро ЦК ВКП(б) от 23.04.1932 г. „О перестройке литературно-художественных организаций“, Станишевский знакомится с персидско-таджикским поэтом Абулькасимом Ахмедзаде Лахути. Позже <…> период жизни в Москве снова встречается с ним. Тот при создании Союза писателей руководил организационной работой по национальным литературам. Лахути сразу привлекает Станишевского к работе. Затем Лахути был избран зампредом правления Дома писателей, после перейдя в Национальный сектор Союза писателей СССР».

### В Киргизии, история киргизского народа, аналитическая работа по заданию спецслужб (1939—1941)
После начала Второй мировой войны Станишевский решил, что ему нельзя больше тратить время на писательскую организацию, поскольку Средний Восток может стать театром военных действий. 20 декабря 1939 г. он направил председателю Совета народных комиссаров СССР В. М. Молотову письмо «О неблагополучии в востоковедении». В нём Станишевский сообщил, что в СССР не существует ни востоковедческих журналов, ни организации, которая ведёт учёт квалифицированных научных кадров востоковедов. В результате массовых репрессий и разгрома научных школ некому работать в странах Среднего Востока, если там начнутся боевые действия. Даже востоковеды в погонах рассеялись по другим профессиям.
Те, кому по долгу службы поручено изучать Восток, без литературы ничего не знают и вводят руководство страны в заблуждение: "Не секрет, что у нас не было совершенно литературы ни о Польше, ни о Финляндии. Мы можем оказаться совершенно не подготовленными и на других участках.
С выпуском литературы у нас обстоит очень плохо. По заданию ПУР’а я сейчас написал статью для пресс-бюро об Афганистане. Статью переслали на рецензию в V управление Генштаба РККА и через некоторое время я получил рецензию, которая показала, что во-первых идейно-теоретический уровень рецензента низок. Из-за этого он пытался протащить реакционные расистские теории и допускал большие ошибки в трактовке вопроса о крестьянской революции. Во-вторых рецензия показала, что рецензент из V управления … не знает той страны, которую он должен изучать, а возможно именно он составляет обзоры по Афганистану. На основе этих обзоров могут быть приняты ответственные решения и поэтому к составлению обзоров надо подходить с чувством большой государственной ответственности.
Отчасти предложения Станишевского были учтены. Он был командирован во Фрунзе, где в архивах работал над историей Киргизии. Параллельно его нагрузили аналитической работой в интересах всех существовавших советских спецслужб. Станишевский, по его словам, «выполнял задания ГУППКА, составляя описание Афганистана (по линии VII отдела непосредственно связан с полковым комиссаром Брагинским); по линии Разведупра составлял описание Северо-Индийского театра военных действий… Помогал в работе III Управлению НКГБ… — составил записки по истории национализма в Средней Азии, о работе иностранных разведок на Востоке, о священной войне (джихаде) по представлениям ислама».

### Великая Отечественная война, операция в Иране (1941—1945)
В первые дни войны Станишевский направил члену Государственного комитета обороны Г. М. Маленкову — начальнику Управления кадров ЦК — письмо, в котором просился в армию, несмотря на инвалидность.
В письме сообщалось, что с 1933 г. (на конкретном примере) немецкая агентура на сопредельной территории успешно дезинформирует советскую разведку; что после заключения договора об экономическом сотрудничестве между Германией и Афганистаном (1937) число немецких разведчиков выросло на порядок; что пригодных в военном отношении карт сопредельных территорий на Среднем Востоке у нас нет; что в среде басмаческой эмиграции необходимо вести контрразведывательную работу и пропаганду, так как немцы готовят вторжение басмачей в СССР с афганской стороны.
Станишевский в звании капитана был мобилизован в VII отдел Политуправления штаба Среднеазиатского военного округа. Во время англо-советской оккупации Ирана поддерживал контакты с иранским военным руководством, вплоть до А. Джаханбани, начальника личной канцелярии шаха.
Готовя этнографическую карту Ирана, Станишевский записал в Хорасане предания, которые позволили выдвинуть гипотезу об участии парфян в этногенезе шугнанцев. После окончания войны остался в Советской армии. Некоторое время совмещал военную службу с преподаванием на Восточном факультете САГУ.

### Послевоенная служба в армии, демаркация советско-афганской границы (1945—1952)
Во второй половине 1947 — начале 1948 г. майор А. В. Станишевский как военный топограф участвовал в работе по демаркации советско-афганской границы. Это современная граница Таджикистана и Афганистана, её линия проходит по фарватеру реки Пяндж. Устанавливая местонахождение фарватера, Станишевский лично промерял глубины. Резиновая лодка перевернулась, течение протащило топографа на значительное расстояние по каменистому руслу, причинив травмы переломанного ещё в 30-е годы позвоночника. Станишевский вновь присоединился к работе комиссии в Ташкент, где занимался транскрибированием географических названий на разделительных картах.
Так была решена проблема, поднятая ещё в письме Молотову: «…солончаковую пустыню „Атлас командира“ превратил в озеро. Вдоль афгано-индийской границы картограф протянул никогда не существовавший „Лагорский хребет“. Ориентировать командира нашей армии таким образом по меньшей мере безответственно. Названия на картах и в этом атласе, и на засекреченных военных картах транскрибированы так, что попав с подобной картой на место, ни один командир в местности не разберётся».
Демобилизовался по инвалидности в звании подполковника.

### Научная и общественная деятельность после демобилизации
Хотя Станишевский не имел ни высшего образования, ни учёных степеней, он как знающий востоковед дважды выступал на Первой Всесоюзной научной конференции востоковедов в Ташкенте в июне 1957 г. Он заявил, что считает важнейшими задачами современного востоковедения фиксацию устной истории, устной традиции и исчезающих языков — материал, необходимый, чтобы понять прошлое Центральной Азии, Афганистана и Северной Индии:
«В Техарве жили четыре старика, которые разговаривали на старованчском языке. Сейчас мы уже опоздали. Эти старики умерли, а с ними умерло то, что дало бы для развития советской лингвистики ценный материал. Были в Вахане старики, знавшие язык пахру и пашру. Это два очень интересных диалекта из Западного Китая, которые могут пролить свет на развитие афганского языка. В Западном Китае существуют диалекты пахпу и пушпу, очень близкие к афганскому языку с его диалектами пахто и пашто. Они могут пролить свет на вопросы этногенеза народов Средней Азии. Сейчас с трудом мы ещё можем восстановить те элементы этнографической старины, которые сохранились. Надо торопиться изучить то, что уходит в века. Если мы этого не сделаем, нам этого не простят».
Современные российские востоковеды считают деятельность Станишевского «своеобразным, хотя до сих пор не изученным, эпизодом переходного (предвоенного и военного) для советской афганистики периода».
Вынужденный сочетать научную работу со службой в органах и затем в армии, он многого не сумел окончить. Его работы продолжали другие. А. Л. Грюнберг после встреч со Станишевским начал по-новому подходить к сбору полевого материала памирских языков, не имеющих письменности, и работе над сборником систанских сказок и легенд. За консультациями к Станишевскому при создании своих художественных произведений обращались М. Д. Симашко и Н. А. Халфин.
Ещё в 1935 г. Станишевский совместно с А. П. Востровым и М. А. Немченко (позднее к этой работе подключился и ученик Станишевского афганский эмигрант Г. М. Рауф) начал работу по переводу первой части известной афганской хроники «Сирадж ат-Таварих», автором которой был придворный летописец эмира Хабибулла-хана Файз Мухаммад. Выполненный этой группой перевод фрагмента хроники "также остался в рукописи, хотя, как и все неопубликованные труды А. В. Станишевского, по признанию его самого, широко использовался молодыми афганистами. Скорее всего, именно данное обстоятельство вдохновило ленинградского востоковеда В. А. Ромодина, встречавшегося с А. В. Станишевским, продолжить перевод этого уникального источника, который, однако, был завершён, и уже на английский язык, американским историком проф. Р. Макчесни….
Поскольку пенсионер-инвалид Станишевский не работал в научных организациях, его рукописи не могли быть рекомендованы к публикации. Оставалось редактирование чужих трудов и художественной литературы. Подготовленные Станишевским научные работы не увидели свет: «В Ташкенте создана библиография литературы на русском языке по Афганистану за период с XIX века по 1942 г. (около 35 печ.л.). Хранится она на квартире автора, а не в институте, потому что институт сам по себе, а востоковеды — сами по себе».
До 1978 г. Станишевский на общественных началах входил в редакционную коллегию серии «Центральная Азия в источниках и материалах XIX — начала XX века» главной редакции восточной литературы издательства «Наука».
В. С. Бойко охарактеризовал деятельность Станишевского так: «Будучи чрезвычайно загруженным на основной работе в аналитических подразделениях силовых ведомств и решая специфические задачи, чаще — в конфиденциальном режиме, он тем не менее поддерживал тесные связи с местными коллегами и студенчеством, но слыл эрудитом-любителем в московских и ленинградских вузовско-академических кругах. Игнорирование условностей научной жизни с её особой иерархией и этикой и, как результат, собственная автономность и корпоративность, постепенно перерастающая в маргинальность, — вот формула его профессиональной карьеры и одновременно её цена. Однако несомненной заслугой А. В. Станишевского является воспитание высококлассных востоковедов (Тамара Григорьевна Абаева, Узбек Агзамович Рустамов, Азат Шамансурова, Нафтула Аронович Халфин и много др.) — хотя их с формальной точки зрения нельзя считать его научной школой (вообще не имел учёных степеней и пр.), но именно он оказал решающее влияние на их выбор и поддержал на начальных этапах профессионального становления. При этом А. В. Станишевский, будучи эрудитом широчайшего диапазона (история и современные проблемы Центральной Азии, Афганистана, северо-западного Китая и пр.), но, работая в автономном режиме специальных программ/миссий, был при жизни и до сих пор мало известен в университетско-академическом сообществе (в силу службы…), что не соответствует ни его реальному вкладу в научную и прикладную афганистику и смежные дисциплины, ни задачам изучения истории русскоязычного востоковедения».

## Награды и звания
- орден Отечественной войны I степени[1][4],
- орден Красной Звезды (06.11.1947)[1][2][4],
- «За боевые заслуги» (30.04.1945)[1][4],
- «За победу над Германией в Великой Отечественной войне 1941—1945 гг.» (27.08.1945)[3][4],
- «Заслуженный работник культуры Узбекистан»[1][2][3][4].

## Память и признание
- Памяти писателя-востоковеда // Народное слово. Печатный орган Олий Мажлиса Республики Узбекистан и Кабинета министров Республики Узбекистан  / Гл. ред. А. Джурабаев и др.. — Ташкент: Издательско-полиграфический концерн «Шарқ» при Управлении делами аппарата Президента Республики Узбекистан, 1993. — 7 сентября (№ 173 (680)). — С. 4.[4]:

На девяностом году жизни скончался старейший русскоязычный писатель нашей республики Андрей Владимирович Станишевский (Азиз Ниалло). Автор целого ряда литературно художественных произведений — «Так говорят Памирские горы», «Разбуженный Восток», повестей «Страна затерянных гор», «Неудача Чарльза Лейарда», книг и очерков «По горным кручам», «Путешествие по Абиссинии». В своём творчестве он придерживался правила, изложенного в древнем китайском афоризме: «Только беспристрастность излучает свет мудрости. Только бескорыстность рождает авторитет». <…> профессиональный чекист <…> часто бывает в Туркестане (главным образом в Ташкенте и на Памире), выполняет ответственные оперативные задания. <…> Он принимал непосредственное участие в создании журнала «Советская литература народов Средней Азии». <…> в 1933 году решением правительства был назначен начальником Особой партии таджикско-памирской Экспедиции АН СССР. <…> В годы второй мировой войны А. В. Станишевский работал в Иране. В 1947—1948 гг. принимал участие в демаркации советско-афганской границы. <…> был членом редколлегии серии «Центральная Азия в источниках и документах XIX — начала XX века», издававшейся в Москве по решению ЮНЕСКО. <…> Заслуги А. В. Станишевского были отмечены орденом Красной Звезды, медалями, присуждением почётного звания «Заслуженный работник культуры республики». Светлая память о человеке большой души <…> перо которого объективно и высокохудожественно отражало ход истории Востока, будет служить достойным примером для тех, кто выбирает трудную стезю литературного поиска.

## Избранные сочинения
- Ниалло, Азиз (Станишевский Андрей Владимирович). По горным тропам. Памирские путевые заметки. — Москва; Ташкент: Объединение гос. изд-в. Ср.-Азиат. отделение (САОГИЗ), 1933. — 139 с. — 7150 экз. экз.
- Ниалло, Азиз. Так говорят памирские горы: Роман-хроника. — Москва; Ташкент: САОГИЗ, 1933. — 206 с. — 5100 экз. экз.
- Скрайн, С.П. Китайская центральная Азия (Синь-Цзян) / Перевод с англ., предисл., прим. и ред. Азиза Ниалло. — М.: Молодая гвардия, 1935. — 140 с. — 15 000 экз. экз.
- Рыбичка, Эмиль. В гостях у афганского эмира / Перевод с нем., предисл., прим. и ред. Азиза Ниалло. — М.: Молодая гвардия, 1935. — 140 с. — 15 000 экз. экз.
- Ниалло, Азиз. Страна затерянных гор. — М., 1935. — 140 с.
- Ниалло, Азиз (Станишевский Андрей Владимирович). Путешествие по Абиссинии. (1933-1935 гг.). — Москва ; Ленинград: Онти. Глав. ред. науч.-попул. и юношеской литературы, 1936. — 252 с.
- Станишевский Андрей Владимирович. Афганистан. — Москва: Воениздат, 1940. — 88 с.
- Ниалло, Азиз (Станишевский Андрей Владимирович). Очерки истории революции и гражданской войны в Киргизии и Средней Азии / Азиз Ниалло; Под ред. и с предисл. кандидата исторических наук Г. Г. Куранова; Ком. наук при Сов. нар. ком. Киргиз. ССР. Киргиз. науч.-исслед. инст. истории, языка и литературы. — Фрунзе: Издательство Ком. наук при СНК Киргиз. ССР, 1941. — 161 с.
- Ниалло, Азиз (Станишевский Андрей Владимирович). Разбуженный Восток: Роман / [Ил.: В. Карабут]. — М.: Молодая гвардия, 1966. — 512 с. — 50 000 экз. экз.
- Ниалло, Азиз (Станишевский Андрей Владимирович). Разбуженный Восток: Роман (2-е изд.) / [Ил.: С. Субханов]. — Ташкент: Литература и искусства, 1973. — 549 с. — 65 000 экз. экз.
- Голодная степь 1867—1917: История края в документах / [АН СССР, Институт востоковедения, Гл. арх. упр. при Совете Министров УзССР; Отв. ред. А. В. Станишевский]. — М.: Наука, 1981. — 236 с.
- Ниалло, Азиз. Афганское звено: "Писатель и время. Сборник документальной прозы" / составитель Гангнус А.А. — М.: Советский писатель, 1983. — С. 423—454. — 488 с. — 30 000 экз. экз.
- Глазырин Г. Е., Станишевский А. В. (Азиз Ниалло), Чертанов С. П., Огудин В. Л. Народная гляциология Средней Азии // Материалы гляциологических исследований / Огудин В. Л.. — М.: Производственно-издательский комбинат ВИНИТИ, 1989. — С. 35—43. Вып. 65.
- Ниалло, Азиз. Очерки истории революции и гражданской войны в Киргизии и Средней Азии: в сб. "Басмачество" / Шумов С. А., Андреев А. Р.. — Эксмо; Алгоритм, 2005. — С. 84—194. — 475 с. — ISBN 5-699-08722-2.

### Публикации в периодических изданиях
- Ниалло, Азиз. Сказка о потухшей звезде // Советская литература народов Средней Азии. — Ташкент, 1932. — Вып. 1. — С. 95—100.
- Ниалло, Азиз. Справедливость господина Дуаня // Литературный Узбекистан. — Ташкент: Государственное издательство УзССР, 1935. — Т. 1. — С. 39—43.
- Ниалло, Азиз. О победившем человеке. (Тадж. сказка) // Просвещение национальностей. — М., 1935. — Вып. 3. — С. 77—81.
- Ниалло, Азиз. Заметки об афганской литературе // Звезда Востока. — Ташкент, 1946. — Вып. 3.
- Ниалло, Азиз. Заметки о первом этапе внешней политики Афганистана после провозглашения независимости страны (1919-1921 гг.) // Известия Академии Наук УзССР. — Ташкент: Издательство Академии Наук УзССР, 1949. — Вып. 4. — С. 63—78.
- Ниалло, Азиз. «Современный Афганистан» // Проблемы востоковедения. — М.: Издательство АН СССР, 1960. — Вып. 6. — С. 174—177.
- Ниалло, Азиз. Доктор философии. Повесть // Звезда Востока. — Ташкент: Издательство литературы и искусства имени Гафура Гуляма, 1979. — Вып. 10. — С. 204—221.

## Интересные факты
- Андрей Станишевский до самых преклонных лет занимался каждый день, «да так, что мог достать большим пальцем левой ноги правого уха, а правой — левого уха. Когда в начале войны оказался с туберкулёзом в старом ТашМИ и доктор, думая, что он в беспамятстве, сказал во время утреннего обхода, что этот пациент не жилец, Андрей Владимирович подумал про себя „я должен пережить этого врача…“, и смог отключить тот участок своих лёгких, который был поражён, и дышал только через здоровую часть лёгких… Это в самом деле спасло его от неминуемой смерти. Рассказывая мне об этом, Станишевский также добавил, что он может так управлять своим организмом, что, если будет надо, может остановить работу своего сердца!»[7].
- По рассказам А. Л. Грюнберга, Станишевский спас от репрессий крупнейшего русского ираниста и памироведа И. И. Зарубина: «Он, должно быть, чудом уцелел, оставшись после февральской революции на Западном Памире представителем Временного правительства на Памире. За него якобы заступился возглавлявший какой-то отдел в Туркестанской ЧК А. В. Станишевский (Азиз Ниалло), поручившийся за Зарубина, сидевшего при царе в тюрьме (за участие в студенческих беспорядках). „Ни в коем случае не трогать!“ — так велел Станишевский, по его собственным словам, кому следовало»[32].
- Библиографические ссылки на Станишевского — исследователя Памира, Афганистана и Туркестана довоенного периода — встречаются в научных трудах российских и таджикских учёных последних лет. Есть и одно более чем серьёзное упоминание Станишевского, связанное с передачей им в 1934 году 11 старинных исмаилитских текстов («уникальная коллекция переводов одиннадцати исмаилитских фирманов (тадж. Фармон) — религиозных указов Ага-хана III, равной которой нет ни в одном востоковедческом хранилище во всём мире»[6]) в «Азиатский музей Востоковедения СССР»:

Одно и, пожалуй, единственное исследование о «Станишевском, исследователе Памира» (автор — востоковед Т. Г. Абаева) я нашёл в библиотеках Конгресса США, Калифорнийского и Массачусетского университетов. Непосредственно исследовательские работы автора можно найти в хранилищах и зарубежных, и российских библиотек. <…> Кстати, Станишевского часто печатали в ранее достаточно популярном в СССР журнале «Звезда Востока».— Айдын Гударзи-Наджафов
- Станишевский как специалист был против ввода советских войск в Афганистан. «Он верно предсказал, что этому контингенту придётся уйти ни с чем, поскольку афганцев победить невозможно — они могут выдерживать любые лишения, они очень воинственны и могут добиваться успеха в войне с любым технически оснащённым противником с помощью даже обыкновенных винтовок… Сказал, что в своё время это поняли англичане и были вынуждены уйти»[7].

### Комментарии
1. ↑  Основные положения проекта В. И. Станишевского (1910): публичность преподавания, сокращение учебных программ, отведение значительного времени для совместных физических упражнений, помощь педагогам со стороны лучших представителей общества, вырабатывание у детей привычки обсуждать общественные вопросы. Родители должны приучать детей жить без роскоши, а воспитание нужно доверить профессионалам, которые прежде были по карману только состоятельному слою. Дошкольное воспитание и то, что сейчас называют «ранним развитием», облегчает ребёнку путь образования. Дети сады должны быть государственными под контролем общества, число учащихся в классе надо сильно сократить.
2. ↑  Ардабьев был по происхождению касимовский татарин, хорошо знал киргизский и узбекский языки.
3. ↑  «Британцы, уже потерпевшие два военных поражения в Афганистане, но добившиеся от афганского правителя права контролировать его внешнюю политику, избегали прямого военного столкновения с русскими, хотя всячески провоцировали эмира Абдур-Рахманхана к завоеванию Памира. Осенью 1883 года афганские отряды при прямой поддержке Британии захватили Юго-западный Памир: Шугнан, Рушан и Вахан»[13].
4. ↑  «Станишевский занёс в тетрадку скорбную запись по информации, полученной от караульщика Супи на озере Сасыккуль и от крупного родового старшины каракульских киргизов Джутанкибая: „Сколько людей погибло от рук басмачей, вооружённых подполковником Перси Эсертоном, сколько было ограблено кочевников, сколько банд прошло по тропам Восточного Памира и Алая, неся смерть в кишлаки Ферганской долины“»[4].
5. ↑  В здании открытого в 1910 году Педагогического музея помещалась Украинская Центральная рада. При взятии города красными оно пострадало от артобстрела.
6. ↑  Смирнов рассказывает об этом в своей записке «Следователю ГПУ» 1927 года, правильно указывая имя и отчество Станишевского, но исказив его фамилию.
7. ↑  «В 1926 г. исполнилось около тридцати пяти лет со времени присоединения Шугнана к России. Предшествовавшая этому борьба шугнанцев за свою независимость против афганских завоевателей, так и не сумевших укрепить свою власть в Шугнане, была свежа в памяти не только стариков, но и людей зрелого возраста. Поэтому предложение А. А. Знаменского записывать рассказы стариков казалось весьма заманчивым. Проблема заключалась лишь в том, что трудно было найти среди памирских работников человека, обладавшего необходимой подготовкой для таких полевых работ»[17].
8. ↑  «Летом 1928 г. стала очевидной необходимость пресечь деятельность английской разведки на Памирском участке, и в Хорог для усиления работы по охране государственной границы был отправлен один из старейших чекистов, участник штурма Зимнего дворца в октябрьские дни 1917 г. — А. И. Степанов»[18].
9. ↑  «В диспуте с Хайдар Шо ахмадийский проповедник (согласно ЦГА РУз Ф. Р.-2464. Оп. 1. Д. 3. Л. 392—397 имя пешаварского муллы Мухаммад Салих (Хорог, 10 декабря 1929 г.)) потерпел поражение и ему вскоре пришлось покинуть пределы Советского Памира, где население отнеслось к нему в высшей степени недоброжелательно»[21].
10. ↑  «В результате удалось ознакомиться с содержанием фирманов и собрать уникальную коллекцию переводов исмаилитских фирманов, равной которой нет ни в одном востоковедческом хранилище во всём мире. Были собраны и редкие исмаилитские рукописи»[23].
11. ↑  «Последними коллекциями, собранными сотрудниками Института в Средней Азии, были коллекции Е. Э. Бертельса в 1933 г. (16 рукописей), Ф. Б. Растопчина в 1934 г. (17) и коллекция из 10 исмаилитских рукописей, переданная А. В. Станишевским в 1934 г.» — Акимушкин О.Ф. К истории формирования фонда мусульманских рукописей. ИВР РАН Orientalstudies.ru. Дата обращения: 19 января 2021. Архивировано 27 января 2021 года.
12. ↑  Площадь пахотной земли измерялась в пудах зерна, которое требовалось, чтобы эту землю засеять. Полевой дневник начальника Особой партии Таджикско-Памирской Экспедиции Академии Наук СССР А. В. Станишевского (Азиза Ниалло). Включены записи из «Памирских дневников», переданных в мае 1933 года акад. Н. П. Горбунову. Рукопись. Стр. 175—177.
13. ↑  «Пастбищный вопрос обычно служит предметом распри отдельных родов. Кроме наших киргизов, на Восточном Памире выпасается скот, пригоняемый из Кашгара и из Афганистана. Желающие выпасывать скот заявляют в сельсоветы, которые взимают за право выпаса от 2,5 до 4 % натурой. Один кашгарлык Умар Ахун выпасывал на нашей стороне до 5000 баранов на пастбище Куша Гиль (К. Рабад). Ахмад Ухун выпасывал около 3000 баранов (оба они яркендлыки). Часть эмигрантов выпасает скот бесплатно. Такие истории часты на пастбищах Нюша, Кумды и Карасу…
Денежного обращения на Восточном Памире почти незаметно. Из Кашгара приезжают купцы, привозящие мату, халаты, вату. В 1928 г. было собрано % сбора (кроме продуктов питания) на 4500 рублей (вместе с местным сбором за скот и выпас). Товары прямо обмениваются, причём за лучшего барана „чары“ (2 пуда сала, 4 пуда мяса) киргиз получает 10 кусков маты (8 руб.) при стоимости барана в 25 руб. Мата пускается в В. Шах Дару, Гунт в обмен на хлеб и в Алай в обмен на ковры и остовы юрт. Товарный выход продуктов скотоводства чересчур слаб и не находит спроса». 25.IX.1928. Полевой дневник начальника Особой партии Таджикско-Памирской экспедиции Академии наук СССР А. В. Станишевского (Азиза Ниалло). Включены записи из «Памирских дневников», переданных в мае 1933 года академику Н. П. Горбунову. Рукопись. Стр. 181
14. ↑  «Нуждаемость в воде большая… В случае проведения арыка протяжённостью 4—6 вёрст в Пастарезе будет орошено новой земли 15 амбанов. Население работало само, не встречая поддержки земотдела. В Шоузе арык засыхает, нужна спешная помощь». Полевой дневник, 27.II.1929, стр. 178
15. ↑  «…в Средней Азии работал в органах ОГПУ Головачёв И. П. Он знает прекрасно фарсидский язык, являющийся государственным языком в Иране и Афганистане, и разговорным языком в двух северных провинциях Индии. Далее, Головачёв работал на заграничной работе в Синь-Цзяне и проводил эту работу хорошо. Я говорю это с полной ответственностью, ибо сам до 1933 г., до своей демобилизации по инвалидности из органов ОГПУ, я в числе прочего руководил Синь-Цзянским сектором ИНО ПП ОГПУ в Средней Азии». (из письма Станишевского В. М. Молотову, 20.12.1939)
16. ↑  "Там без особых мудрствований давались переводы наиболее актуальных статей прессы афганской, иранской, индийской, турецкой и широкие круги хотя бы политработников армии, работников внешней торговли могли ориентироваться в событиях по всему Среднему Востоку. Сейчас комплект этого журнала, давно прекратившего своё существование, имеет во всех научных библиотеках огромный спрос среди товарищей, изучающих Средний Восток. "(из письма Станишевского В. М. Молотову, 20.12.1939)
17. ↑  А. В. Станишевский. Дневниковая запись.
18. ↑  Из письма Станишевского Молотову: «Востоковеды занимаются чем угодно, но не Востоком. Приведу факты: в Средней Азии работал в органах ОГПУ Головачёв И. П. Он знает прекрасно фарсидский язык, являющийся государственным языком в Иране и Афганистане, и разговорным языком в двух северных провинциях Индии. Далее, Головачёв работал на заграничной работе в Синь-Цзяне и проводил эту работу хорошо. Я говорю это с полной ответственностью, ибо сам до 1933 г., до своей демобилизации по инвалидности из органов ОГПУ, я в числе прочего руководил Синь-Цзянским сектором ИНО ПП ОГПУ в Средней Азии. Сейчас Головачёв совершенно отошёл от работы по Востоку и учится в Москве на курсах зубных техников. На меня это произвело очень тяжёлое впечатление. Человек четырнадцать лет учился и занимался Востоком для того, чтобы изучив Восток начать делать искусственные челюсти».
19. ↑  «Он, делая замечания по вопросу о состоянии вооружённых сил, базируется на данных 1932 г., хотя не так уж трудно заглянуть в „Ежегодник вооружений“ Лиги Наций, выпущенный в Женеве в 1938 г. Рецензенту неизвестно о том, что в 1932 г. В Афганистане построен ряд промышленных предприятий, он не знает об автомобильных дорогах, проложенных в Афганистане в 1935 г., а об английской автомобильной дороге из Пешавара на Читрал, к подступам на Памир, имеющей первостепенное стратегическое значение, он пишет, что эта дорога сейчас только разрабатывается, хотя ещё в 1930 г. капитан Вудз-Баллард, читральский политагент, организовал в этом направлении движение мотоциклов с прицепами».
20. ↑  Джаханбани оканчивал военную академию в Петербурге и с тех пор был «влюблён в дух русской военной науки», как он сказал на советской выставке (дневниковая запись Станишевского).
21. ↑  «А. В. Станишевский связал это с преданиями, рассказанными на Памире ишаном Шо-Хусейном относительно областей, где правил легендарный Сиявуш. В горах, подступающих с юга к Таримской котловине, находилась столица Сиявуша по названию Ниса, славившаяся как центр коневодческих племён, совершавших на быстрых конях походы под предводительством Сиявуша. Тут невольно, как параллель, вспоминается парфянская столица Ниса в предгорьях Копетдага и „Ниса, богатая конями“ — парфянский центр уже где-то на Иранском нагорье. Но памирские предания говорят о том, что коневоды восточной Нисы прошли на запад к Копетдагу через Памир, оставив в Бадахшане памятью о себе известную породу бадахшанских коней. Побывав в окрестностях Семнана, в селениях, где обитает народность семнани, А. В. Станишевский обнаружил большое сходство астральных праздников семнанцев с замечательными народными праздниками Шугнана, о которых он писал в своей книге „По горным тропам“»[30].
22. ↑  Центральный государственный архив РУз. Ф. 2464. Оп. 1. Д. 9. Л. 3